# 밀어 (영화)
"밀어"는 1967년 공개된 대한민국의 영화이다.

## 배역
- 오영일
- 문희
- 남궁원
- 남정임
- 윤양하
- 지계순
- 임운학
- 임생출
- 조덕성